# Rizin Fighting Federation
Rizin Fighting Federation, oftest kaldt Rizin FF eller bare Rizin (stiliseret med store bogstaver), er et japansk MMA-promoterselskab grundlagt i 2015, der har hovedsæde i Tokyo. Organisationen er skabt af den tidligere præsident for Pride Fighting Championships og Dream, to nedlagte MMA-organisationer, og har til formål at være en åndelig efterfølger af dem. Rizin afholder også kickboksning kampe.
Selskabets navn er en kombination af ordene "Raijin", som er guden af lyn og torden i japansk mytologi, "rising", engelsk for opstand, og bogstavet 'Z', der symboliserer det 'ultimative' da det er det sidste bogstav i det engelske alfabet.

## Regler

### Kampplads
Rizin benytter sig af en traditionel boksering til både MMA- og kickboksningkampe, som er traditionelt for japansk MMA. Det bruges i stedet for et MMA-bur, og gør det muligt at afholde kampe indenfor begge sportsgrene til ét stævne.

### MMA-regler
Rizin FF benytter sig af store dele af regelsættet fra Pride FC, der adskiller sig fra de Unified Rules of MMA. Generelle principper, såsom at man ikke må spytte, prikke i øjnene, kaste modstanderen ud af kamppladsen osv., er bevaret i Rizin regelsættet.

#### Slag
Udover slag tilladt i MMA's Unified Rules, så er alle spark og knæ til hovedet af en 'jordet' modstander (når man har kontakt med lærredet med andet end føderne og hænderne) tilladt, andet end til baghovedet af modstanderen. I kampe hvor vægtforskellen mellem kæmperne er mere end 15kg (dette kan ske ved 'openweight'), skal den letteste kæmper bestemme om dette skal være tilladt.
Alle albue angreb, andet end til baghovedet af modstanderen, er tilladt i Rizin. Dette er inklusivt den lodrette albue, der indtil 2024 var forbudt under Unified Rules.

#### Bedømmelse
I Rizins MMA-kampe bedømmes de ikke rundebaseret med10-point systemet, også selvom det er standarden indenfor MMA og benyttet i Unified Rules. Kampe bedømmes i dens helhed, og man kan få point på tre måder:
- Skade: At lave de bedste og hårdeste slag, kast, fejninger og kvælertagsforsøg. 50 point opnås ved at føre denne katergori, 0 gives til modstanderen.
- Aggressivitet: At angribe proaktivt og effektivt i gennem kampens forløb. 30 point opnås ved at føre denne katergori, 0 gives til modstanderen.
- "Generalship": At dominere tempoet, rytmen og positionen i kampen. 20 point opnås ved at føre denne katergori, 0 gives til modstanderen.

#### Gule kort
Kæmpere kan få gule kort af dommeren hvis de bryder reglerne under kampen eller er over vægtgrænsen til indvægtningen inden kampen. Hvis man får tre gule kort i en kamp bliver man diskvalificeret.

### Kickboksning regler
Rizins kickboksning kampe består af tre runder af tre minutter hver. Kampen slutter hvis en kæmper bliver knocked out, ikke kan fortsætte længere eller bliver 'knocked down' (kommer i kontakt med gulvet med andet end føderne) tre gange i én runde. For hver runde vil kæmperne blive vurderet af dommere baseret på 10-point systemet, hvor den dominerende kæmper får 10 point, og deres modstander får 9. For hver gang man bliver knocked down mister man ét point. Hvis kampen går ud uden en knockout-sejr, vil vinderen være kæmperen med flest point efter kampens afslutning. Kæmpere benytter traditionelle boksehandsker.

## Nuværende Rizin FF-mestre
Rizin består af en mandedivision med i alt 5 vægtklasser fra fluevægt til letsværvægt, samt en kvindedivision, hvor der kun dystes indenfor super atomvægt. Kamphistorik er formateret som 'Sejr-Tab-Uafgjort, No Contest'. De følgende lister er sidst opdateret d. 5. maj 2025, efter RIZIN: Otoko Matsuri.

### Herrer
| Vægtklasse  | Øvre grænse      | Mester                | Kamphistorik | Siden                              | Titelforsvar |
| ----------- | ---------------- | --------------------- | ------------ | ---------------------------------- | ------------ |
| Letsværvægt | 93 kg (205 lb)   | Ingen                 | —            | —                                  | —            |
| Letvægt     | 71 kg (156,5 lb) | Roberto de Souza      | 18-3-0       | 13. juni 2021 (RIZIN 28)           | 4            |
| Fjervægt    | 66 kg (145,5 lb) | Razhabali Shaydullaev | 13-0-0       | 4. maj 2025 (RIZIN: Otoko Matsuri) | 0            |
| Bantamvægt  | 61 kg (134,5 lb) | Naoki Inoue           | 18-4-0       | 29. september 2024 (RIZIN 48)      | 1            |
| Fluevægt    | 57 kg (125,7 lb) | Kyoji Horiguchi       | 34-5-0, 1 NC | 31. december 2023 (RIZIN 45)       | 1            |

### Kvinder
| Vægtklasse     | Øvre grænse    | Mester      | Kamphistorik | Siden                     | Titelforsvar |
| -------------- | -------------- | ----------- | ------------ | ------------------------- | ------------ |
| Super atomvægt | 49 kg (108 lb) | Seika Izawa | 15-0-0       | 17. april 2022 (RIZIN 35) | 1            |

## UFC-mestre med Rizin-historik
Den følgende liste er af alle historiens UFC-mestre, der også har kæmpet for Rizin FF. Kamphistorik er formateret som 'Sejr-Tab-Uafgjort, No Contest'. Listen er sidst opdateret d. 19. marts 2025.
|  | Nuværende mester i UFC |

| Nr. | Kæmper         | UFC-vægtklasse | UFC-titelsejre | Rizin-historik |
| --- | -------------- | -------------- | -------------- | -------------- |
| 1   | Jiří Procházka | Letsværvægt    | 1              | 11-1-0         |

- Note 1: UFC-vægtklasse ræpresenterer kun den vægtklasse kæmperen var mester i.
- Note 2: UFC-titelsejre i parentes inkluderer midlertidige titler.